# パスカル・シンボンダ
パスカル・シンボンダ（Pascal Chimbonda, 1979年2月21日 - ）は、グアドループ・レザビーム出身のサッカー選手。ポジションはディフェンダー。名字の表記には「シャンボンダ」、「シムボンダ」も存在する。

## 経歴
2006 FIFAワールドカップに向けてのフランス代表発表において最も驚きを与えた選手。ウィリー・サニョルの控えとしてアントニー・レヴェイエール、フランソワ・クレールを抑えての招集で同じくこの時点で初招集だったフランク・リベリーと同じく2005-06シーズンの活躍が評価され代表入りとなったが、フランス国内ではリーグ・アンで活躍するリベリーとは対照的に注目度は低かった。しかし招集後は27歳でレ・ブルーの仲間入りを果たした遅咲きのヒーローとして注目の的となった。
ル・アーヴルAC出身で、その後SCバスティアに移籍した。ここで右サイドバックとして頭角を現し、2005年にイングランド、ウィガン・アスレティックに移籍、ここで選手会選出のプレミアリーグ最優秀右サイドバックに選出されるなど大活躍した。しかし2005-06シーズン終了前に移籍希望を公言してポール・ジュエル監督を激怒させ、シーズン終了後にトッテナム・ホットスパーFCへ放出された。
トッテナムでも主力としてプレー。その後サンダーランドAFCへ移籍をするも出場機会に恵まれず、1年半を経て古巣へ復帰した。
2014年10月にリーグ・ドゥのACアルル＝アヴィニョンに加入し約10年振りにフランスへ舞い戻ったが、翌年2月27日にクラブとの双方合意に基づき契約を解除した。

## その他
バスティア時代、ASサンテティエンヌ戦で試合中に相手サポーターから激しい人種差別を受けたことがある。

## 所属クラブ
- ル・アーヴルAC B 1998-2000
- ル・アーヴルAC 1999-2003
- SCバスティア 2003-2005
- ウィガン・アスレティックFC 2005-2006
- トッテナム・ホットスパーFC 2006-2008
- サンダーランドAFC 2008-2009.1
- トッテナム・ホットスパーFC 2009.1-2009.8
- ブラックバーン・ローヴァーズFC 2009.8-2011.1
- クイーンズ・パーク・レンジャーズFC 2011.1-.4
- ドンカスター・ローヴァーズFC 2011.9-2012
- マーケット・ドレイトン・タウンFC 2013
- カーライル・ユナイテッドFC 2013-2014
- ACアルル＝アヴィニョン 2014-2015
- ワシントンFC 2017
- アシュトン・タウンAFC 2019-

## 代表歴

### 出場大会
- グアドループ代表
- フランス代表
  - 2006 FIFAワールドカップ

### 試合数
- 国際Aマッチ 6試合 0得点（グアドループ、2003年-2012年）[3]
- 国際Aマッチ 1試合 0得点（フランス、2006年）[3]

| グアドループ代表 | 国際Aマッチ | 国際Aマッチ |
| 年               | 出場        | 得点        |
| ---------------- | ----------- | ----------- |
| 2003             | 3           | 0           |
| 2012             | 3           | 0           |
| 通算             | 6           | 0           |

| フランス代表 | 国際Aマッチ | 国際Aマッチ |
| 年           | 出場        | 得点        |
| ------------ | ----------- | ----------- |
| 2006         | 1           | 0           |
| 通算         | 1           | 0           |

## タイトル
トッテナム
- フットボールリーグカップ : 2007-08